# Kaplica św. Aleksandra Newskiego w Aleksandrowie Kujawskim
Kaplica pod wezwaniem św. Aleksandra Newskiego – prawosławna kaplica filialna w Aleksandrowie Kujawskim. Należy do parafii św. Mikołaja w Toruniu, w dekanacie kujawsko-pomorskim diecezji łódzko-poznańskiej Polskiego Autokefalicznego Kościoła Prawosławnego.
Obiekt mieści się przy ulicy Wojska Polskiego 4.

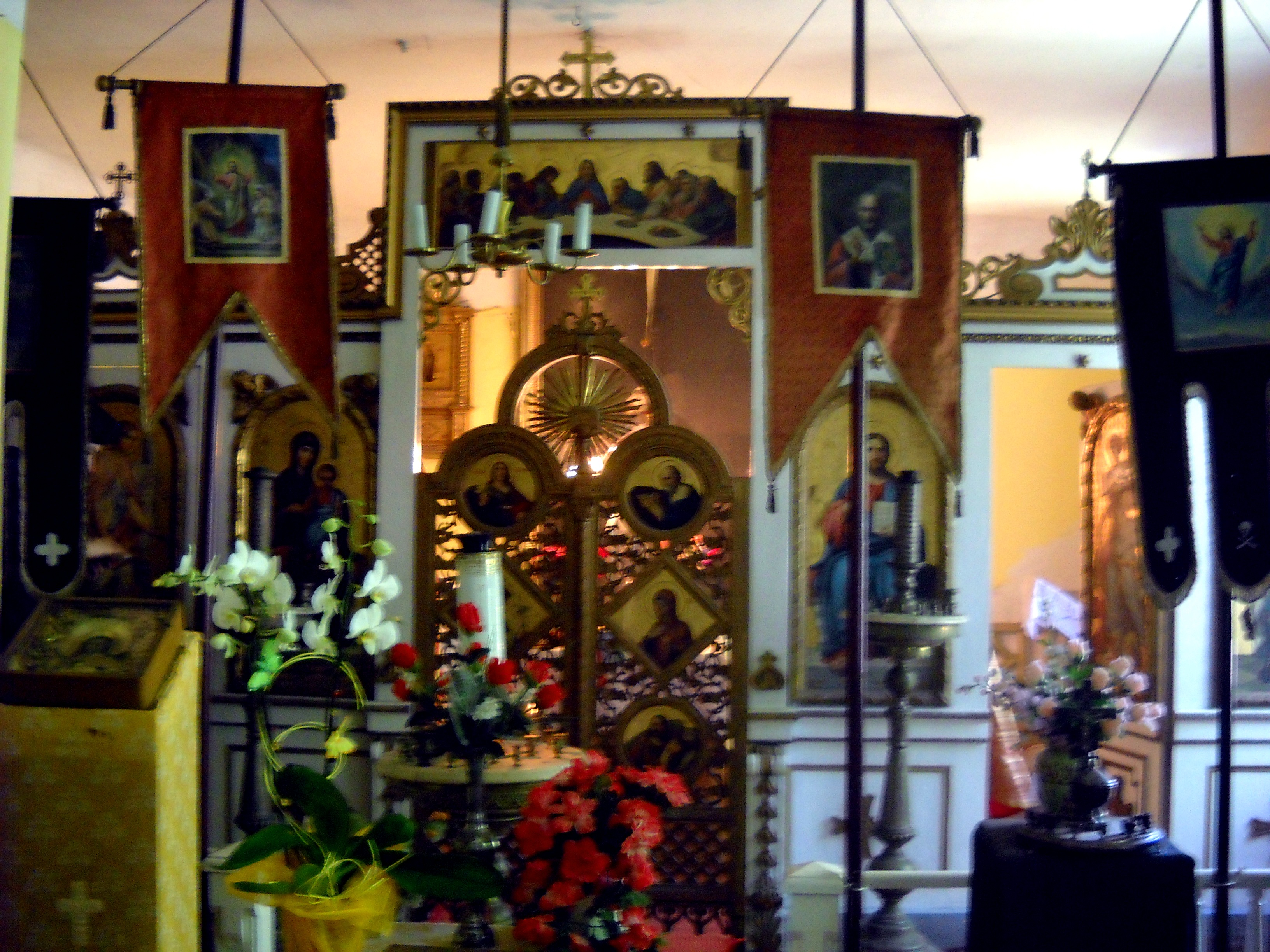
Wnętrze kaplicy

Budynek kaplicy został wzniesiony w 1893 z przeznaczeniem na dom mieszkalny dla duchownych służących w cerkwi w tym samym mieście, znajdującej się w sąsiedztwie i wybudowanej w 1877. Świątynia ta została rozebrana w okresie międzywojennym.
Po rozbiórce cerkwi do kaplicy przeniesiony został dziewiętnastowieczny ikonostas oraz ikony ze zniszczonej świątyni. Do II wojny światowej była to świątynia parafialna. Obecnie obiekt jest filią parafii św. Mikołaja w Toruniu i nabożeństwa odbywają się w nim jedynie w ważniejsze święta oraz w pierwszą sobotę czerwca, gdy w Aleksandrowie Kujawskim, na cmentarzu wojskowym, ma miejsce nabożeństwo ekumeniczne, upamiętniające żołnierzy Ukraińskiej Republiki Ludowej internowanych w obozie w tym mieście. Kaplica wzniesiona jest z czerwonej cegły; na sakralny charakter budynku wskazują znajdująca się na fasadzie ikona św. Aleksandra Newskiego
oraz umieszczona w 2021 r. na dachu cebulasta kopułka zwieńczona krzyżem prawosławnym.
Kaplica posiada status zabytku (wpisana do rejestru 11 lutego 2008 pod nr A/1350).